# Citylight
Citylight (ang. city – miasto; light – światło) – rodzaj ulicznej reklamy zewnętrznej w postaci tablic ogłoszeniowych, zazwyczaj podświetlanych, o niewielkich rozmiarach – zwykle 1,2 na 1,8 m. Umieszcza się je w najbardziej uczęszczanych miejscach miast, takich jak pasaże handlowe, strefy dla pieszych, dworce kolejowe, przystanki komunikacji miejskiej, parkingi przed hipermarketami, parkingi podziemne i galerie handlowe. Oprócz funkcji reklamowej citylighty mogą stanowić element miejskiego krajobrazu. Z tego powodu citylighty zwane są meblami miejskimi.
Tablice te są często wbudowywane integralnie w obiekty małej architektury takie jak wiaty przystankowe, obudowy przejść podziemnych, bywają wmontowywane w ściany budynków i w ściany pojazdów. Citylighty występują też w wersji wolno stojącej w pasażach handlowych, na parkingach przed hipermarketami, w podziemiach, czy też w metrze.
Odbiorcami komunikatu reklamowego na citylightach są przede wszystkim osoby poruszające się środkami komunikacji miejskiej, piesi, jak również zmotoryzowani. Wśród nich, sporą grupę stanowią ludzie rzadko oglądający telewizję, dlatego citylight traktowany jest często jako medium uzupełniające telewizyjne kampanie reklamowe.
Standardowym okresem ekspozycji jednej reklamy za pomocą tego medium jest dwa tygodnie albo miesiąc. Materiałem ekspozycyjnym wykorzystywanym do kampanii citylightowych jest zazwyczaj plakat papierowy.
Tego typu reklama ma przewagę nad innymi, gdyż może być wykorzystywana tam, gdzie przepisy terenowe zabraniają innego rodzaju reklamy ulicznej, a ponadto przynosi dochód, który często dzielony jest z przedsiębiorstwami komunikacji miejskiej lub władzami miasta, stanowiąc źródło ich dodatkowych zysków.
Największymi sieciami citylight w Polsce są: Clear Channel, AMS i Ströer Polska.
Reklamę typu Citilight można zamówić m.in.: w Magit.